# Schistura multifasciata
Schistura multifasciata е вид лъчеперка от семейство Nemacheilidae. Видът не е застрашен от изчезване.

## Разпространение
Разпространен е в Индия (Асам, Бихар, Дарджилинг, Сиким и Утар Прадеш) и Непал.

## Описание
На дължина достигат до 9,8 cm.